# Liste der Nummer-eins-Country-Alben in den USA (1985)
Dies ist eine Liste der Nummer-eins-Alben in den von Billboard ermittelten Verkaufscharts für Country-Alben in den USA im Jahr 1985. In diesem Jahr gab es dreizehn Nummer-eins-Alben.

| ← 1984 ← | Liste der Nummer-eins-Country-Alben in den USA | Liste der Nummer-eins-Country-Alben in den USA | Liste der Nummer-eins-Country-Alben in den USA | 1986 →                    |
| \| Zeitraum \| Wo. ges. \| Interpret \| Titel \| Zusätzliche Informationen \| \| (Zeitraum, Wochen auf Platz eins, Interpret, Titel, zusätzliche Informationen) \| \| \| \| \| \| ------------------------------------------------------------------------------ \| -------- \| -------------------- \| --------------------------------------- \| ------------------------- \| \| 29. Dezember 1984 – 18. Januar 1985 3 Wochen (insgesamt 4) \| 4 \| Exile \| Kentucky Hearts[1] \| - \| \| 19. Januar 1985 – 1. Februar 1985 2 Wochen (insgesamt 2) \| 2 \| George Strait \| Does Fort Worth Ever Cross Your Mind[2] \| - \| \| 2. Februar 1985 – 22. Februar 1985 3 Wochen (insgesamt 3) \| 3 \| The Judds \| Why Not Me[3] \| - \| \| 23. Februar 1985 – 15. März 1985 3 Wochen (insgesamt 3) \| 3 \| Ricky Skaggs \| Country Boy[4] \| - \| \| 16. März 1985 – 22. März 1985 1 Woche (insgesamt 3) \| 3 \| George Strait \| Does Fort Worth Ever Cross Your Mind \| - \| \| 23. März 1985 – 29. März 1985 1 Woche (insgesamt 1) \| 1 \| Ray Charles \| Friendship[5] \| - \| \| 30. März 1985 – 21. Juni 1985 12 Wochen (insgesamt 12) \| 12 \| Alabama \| 40-Hour Week[6] \| - \| \| 22. Juni 1985 – 2. August 1985 6 Wochen (insgesamt 6) \| 6 \| Hank Williams, Jr. \| Five-O[7] \| - \| \| 3. August 1985 – 16. August 1985 2 Wochen (insgesamt 14) \| 14 \| Alabama \| 40-Hour Week \| - \| \| 17. August 1985 – 6. September 1985 3 Wochen (insgesamt 9) \| 9 \| Hank Williams, Jr. \| Five-O \| - \| \| 7. September 1985 – 27. September 1985 3 Wochen (insgesamt 3) \| 3 \| Ronnie Milsap \| Greatest Hits, Vol. 2[8] \| - \| \| 28. September 1985 – 4. Oktober 1985 1 Woche (insgesamt 1) \| 1 \| The Highwaymen \| Highwayman[9] \| - \| \| 5. Oktober 1985 – 18. Oktober 1985 2 Wochen (insgesamt 5) \| 5 \| Ronnie Milsap \| Greatest Hits, Vol. 2 \| - \| \| 19. Oktober 1985 – 25. Oktober 1985 1 Woche (insgesamt 1) \| 1 \| The Statler Brothers \| Pardners in Rhyme[10] \| - \| \| 26. Oktober 1985 – 6. Dezember 1985 6 Wochen (insgesamt 11) \| 11 \| Ronnie Milsap \| Greatest Hits, Vol. 2 \| - \| \| 7. Dezember 1985 – 13. Dezember 1985 1 Woche (insgesamt 1) \| 1 \| Rosanne Cash \| Rhythm & Romance[11] \| - \| \| 14. Dezember 1985 – 20. Dezember 1985 1 Woche (insgesamt 1) \| 1 \| George Strait \| Something Special[12] \| - \| \| 21. Dezember 1985 – 27. Dezember 1985 1 Woche (insgesamt 1) \| 1 \| Gary Morris \| Anything Goes[13] \| - \| \| 28. Dezember 1985 – 7. Februar 1986 6 Wochen (insgesamt 6) \| 6 \| Kenny Rogers \| The Heart of the Matter[14] \| — \| |                                                |                                                |                                                |                           |
| ← 1984 |                                                |                                                |                                                | → 1986 →                  |
| Zeitraum | Wo. ges.                                       | Interpret                                      | Titel                                          | Zusätzliche Informationen |
| (Zeitraum, Wochen auf Platz eins, Interpret, Titel, zusätzliche Informationen) |                                                |                                                |                                                |                           |
| 29. Dezember 1984 – 18. Januar 1985 3 Wochen (insgesamt 4) | 4                                              | Exile                                          | Kentucky Hearts                                | -                         |
| 19. Januar 1985 – 1. Februar 1985 2 Wochen (insgesamt 2) | 2                                              | George Strait                                  | Does Fort Worth Ever Cross Your Mind           | -                         |
| 2. Februar 1985 – 22. Februar 1985 3 Wochen (insgesamt 3) | 3                                              | The Judds                                      | Why Not Me                                     | -                         |
| 23. Februar 1985 – 15. März 1985 3 Wochen (insgesamt 3) | 3                                              | Ricky Skaggs                                   | Country Boy                                    | -                         |
| 16. März 1985 – 22. März 1985 1 Woche (insgesamt 3) | 3                                              | George Strait                                  | Does Fort Worth Ever Cross Your Mind           | -                         |
| 23. März 1985 – 29. März 1985 1 Woche (insgesamt 1) | 1                                              | Ray Charles                                    | Friendship                                     | -                         |
| 30. März 1985 – 21. Juni 1985 12 Wochen (insgesamt 12) | 12                                             | Alabama                                        | 40-Hour Week                                   | -                         |
| 22. Juni 1985 – 2. August 1985 6 Wochen (insgesamt 6) | 6                                              | Hank Williams, Jr.                             | Five-O                                         | -                         |
| 3. August 1985 – 16. August 1985 2 Wochen (insgesamt 14) | 14                                             | Alabama                                        | 40-Hour Week                                   | -                         |
| 17. August 1985 – 6. September 1985 3 Wochen (insgesamt 9) | 9                                              | Hank Williams, Jr.                             | Five-O                                         | -                         |
| 7. September 1985 – 27. September 1985 3 Wochen (insgesamt 3) | 3                                              | Ronnie Milsap                                  | Greatest Hits, Vol. 2                          | -                         |
| 28. September 1985 – 4. Oktober 1985 1 Woche (insgesamt 1) | 1                                              | The Highwaymen                                 | Highwayman                                     | -                         |
| 5. Oktober 1985 – 18. Oktober 1985 2 Wochen (insgesamt 5) | 5                                              | Ronnie Milsap                                  | Greatest Hits, Vol. 2                          | -                         |
| 19. Oktober 1985 – 25. Oktober 1985 1 Woche (insgesamt 1) | 1                                              | The Statler Brothers                           | Pardners in Rhyme                              | -                         |
| 26. Oktober 1985 – 6. Dezember 1985 6 Wochen (insgesamt 11) | 11                                             | Ronnie Milsap                                  | Greatest Hits, Vol. 2                          | -                         |
| 7. Dezember 1985 – 13. Dezember 1985 1 Woche (insgesamt 1) | 1                                              | Rosanne Cash                                   | Rhythm & Romance                               | -                         |
| 14. Dezember 1985 – 20. Dezember 1985 1 Woche (insgesamt 1) | 1                                              | George Strait                                  | Something Special                              | -                         |
| 21. Dezember 1985 – 27. Dezember 1985 1 Woche (insgesamt 1) | 1                                              | Gary Morris                                    | Anything Goes                                  | -                         |
| 28. Dezember 1985 – 7. Februar 1986 6 Wochen (insgesamt 6) | 6                                              | Kenny Rogers                                   | The Heart of the Matter                        | —                         |